# Sangue dourado
O chamado sangue-dourado é um tipo de sangue cujo Rh é nulo, ou seja, os glóbulos vermelhos não possuem nenhum tipo de antígeno Rh. Tal tipo de sangue foi detectado pela primeira vez em 1961 em uma mulher australiana e desde então só foram registrados mais de 50 casos de pessoas com Rh nulo no mundo todo. Para se entender melhor sobre o RH nulo, é preciso entender que o fator RH é composto por 45 diferentes antígenos. Isso é conhecido desde 1939 e é o segundo maior grupo de antígenos presente no sangue, após o sistema ABO. Com isto, existem 5 grupos de antígenos ligados ao RH, eles são ligados aos genes (D; C; c; E; e). Quando referimos ao RH positivo ou negativo, estamos testando apenas o grupo de antígenos ligados ao gene de RH D, que é o que mais gera    incompatibilidade sanguínea, os demais são tão comuns que não são testados. O Sangue dourado ou RH nulo é a falta de expressão tanto do grupo D quanto do C e E. Esta é tão rara que ocorre 1 em 6 milhões de pessoas Dessa forma, a falta de expressão de qualquer antígeno RH pode gerar incompatibilidade ao receber sangue de doadores com RH negativo, entretanto poderá doar a qualquer RH desde que respeitado o grupo sanguíneo. Os tipos sanguíneos mais comuns são definidos pela presença ou ausência de antígenos RhD (Rh positivo ou Rh negativo) e antígenos ABO (A, B, AB ou O). Apesar de ser considerado um doador universal, o sangue dourado tem uma vida média mais curta dos glóbulos vermelhos e pode apresentar um grau de anemia. O "sangue dourado" tem sido estudado pela sua capacidade de ajudar no desenvolvimento de remédios para prevenir doenças como a doença de Rhesus. O sangue dourado ocorre quando um indivíduo herda mutações genéticas de ambos os pais .